# Samican Keskin
Mustafa Samican Keskin (sinh ngày 14 tháng 8 năm 1993) là một cầu thủ bóng đá Thổ Nhĩ Kỳ thi đấu cho Gaziantep FK.